# Divyanka Tripathi

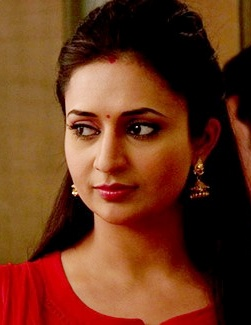
Tripathi op de set van Yeh Hai Mohabbatein in 2015

Divyanka Tripathi Dahiya, geboren als Tripathi (Bhopal, 14 december 1984) is een Indiase actrice die voornamelijk werkt op de Hindi-televisie. Ze wordt beschouwd als een van de meest succesvolle actrices op Indiase televisie. Ze is een van de best betaalde televisieactrices in India. Ze heeft verschillende onderscheidingen ontvangen, waaronder drie ITA Awards, negen Indian Telly Awards en zeven Gold Awards. Ze staat sinds 2017 in de Celebrity 100-lijst van Forbes India.
Tripathi staat bekend om haar dubbelrollen van Vidya Pratapsingh en Divya Shukla in Banoo Main Teri Dulhann van Zee TV en Dr. Ishita Bhalla in Yeh Hai Mohabbatein van Star Plus. Beide shows leverden haar de ITA Award op voor Beste Actrice - Populair en Beste Actrice - Jury. In 2017 nam ze deel aan de dansrealityshow Nach Baliye 8 en won. In 2021 nam ze deel aan Fear Factor: Khatron Ke Khiladi 11, waar ze als tweede eindigde.

## Vroege leven en opleiding
Tripathi werd geboren op 14 december 1984  in Bhopal, Madhya Pradesh. Ze volgde onderwijs aan de Carmel Convent School in Bhopal. Daarna studeerde ze af aan het Sarojini Naidu Government Girls PG College in Bhopal.  Ze voltooide een bergbeklimcursus aan het Nehru Institute of Mountaineering in Uttarkashi.